# Ионин, Давид Маркович
Давид Маркович Ионин (1916—1987) — советский художник и график, Заслуженный работник культуры РСФСР; также общественный деятель.

## Биография
Родился 21 ноября (4 декабря по новому стилю) 1916 года в Омске в еврейской семье. В детстве вместе с родителями переехал на Урал. 
Окончив школу, в 1933 году начал трудиться в качестве ученика художника в системе «Свердловскгорстрой». После того как в 1934 году на городской выставке показал свои первые акварели, его в 1935 году направили на учебу в Свердловское художественное училище. Учился у А. А. Жукова и Ф. К. Шмелева, окончил училище в 1940 году. После окончания училища руководил изостудией в Доме Красной армии; в годы Великой Отечественной войны работал в эвакуированном из Киева военно-медицинском училище.
Первую известность Давиду Ионину принесли натюрморты, экспонировавшиеся на выставках свердловских художников в 1946—1947 годах и Всесоюзной художественной выставке 1947 года в Москве. В эти годы создал серию пейзажей Свердловска и единственный в своей творческой деятельности портрет «Знатный бурильщик Илларион Янкин» (Герой Социалистического Труда). В годы освоения целины написал несколько картин, две из которых — «Первые всходы» и «Черная земля» получили высокую оценку на Всесоюзной художественной выставке в Москве. Вначале работал в основном в технике масляной живописи, затем увлёкся графикой и акварелью. 
В 1969 году оформил для Средне-Уральского книжного издательства сборник «Ленин об Урале», получивший диплом 1-й степени на Всесоюзном конкурсе лучших изданий 1969—1970 годов. В 1970 году стал одним из организаторов творческого содружества художников и трудовых коллективов крупнейших промышленных предприятий Свердловска, написав ряд акварелей об «Уралмаше». Также работал в цехах Верх-Исетского завода, Первоуральского новотрубного завода и Нижнетагильского металлургического комбината.
Более 25 лет, с 1945 по 1970 годы, был председателем правления Свердловской организации Союза художников СССР, возглавлял вечернюю школу художников-оформителей при Союзе и руководил изостудией при Окружном доме офицеров. Занимался общественной деятельностью: в 1950—1960 годах избирался в Свердловский городской комитет КПСС и в Областной Совет народных депутатов.
В 1981 году вышел на пенсию, и сохранив творческую энергию, продолжал выставочную деятельность и участвовал в жизни Союза художников. 
Умер 26 августа 1987 года в Свердловске, похоронен на Широкореченском кладбище города.
Был награждён орденами Трудового Красного Знамени и «Знак Почета», а также медалями. Произведения Д. М. Ионина находятся в Екатеринбургской картинной галерее, Пермской художественной галерее, Нижне-Тагильском музее изобразительных искусств и в частных коллекциях.
В 2016 году в Малом зале Свердловского регионального отделения Союза художников России состоялась выставка «К 100-летию Давида Марковича Ионина».
Внук Давида Ионина — народный депутат Д. А. Ионин.